# Sheridan (Washington)
Sheridan az Amerikai Egyesült Államok északnyugati részén, Washington állam King megyéjében elhelyezkedő kísértetváros.
Sheridan postahivatala 1892 és 1895 között működött.

## Nevezetes személyek
- Martha George, a suquamish törzs szóvivője[* 1][2]

## Fordítás
- Ez a szócikk részben vagy egészben  a   Sheridan, Washington című angol Wikipédia-szócikk ezen változatának fordításán alapul.  Az eredeti cikk szerkesztőit annak laptörténete sorolja fel. Ez a jelzés csupán a megfogalmazás eredetét és a szerzői jogokat jelzi, nem szolgál a cikkben szereplő információk forrásmegjelöléseként.